# 超急快遞
《超急快遞》（英語：Premium Rush）是一部於2012年上映的特技動作片。大衛·柯柏執導，柯柏及約翰·坎普斯編劇，主演為喬瑟夫·高登-李維首次擔綱商業片主角、丹妮雅·拉米瑞茲、鄭智麟等。主要拍攝開始於2010年7月中到2010年9月初在紐約市結束。
本作譽為自行車版本的《玩命快遞》。
故事情節為紐約市的自行車快遞們與警察追逐著一個極其重要的小信封，所發生的一連串由驚險、危險、冒險所組成的劇情。在2012年8月24日上映，獲得了電影評論界高度評價。電影中常見的自行車穿越車陣場景，跳躍特技絕大多數皆由演員自行完成，忠實呈現了紐約自行車快遞這種特殊次文化。

## 故事
威利（喬瑟夫·高登-李維飾演）是紐約市首屈一指的自行車快遞員，他的前女友凡妮莎（丹妮雅·拉米瑞茲飾演）也是個自行車快遞。她的室友妮瑪（鄭智麟飾演）將她兩年內拚死拚活兼三份工作所存下來的錢，交給了中國人蛇販子－梁先生（歐亨利飾演）換來一張「票券」，妮瑪須想辦法在限定時間內將「票券」交給一名陳大姐，才可讓妮瑪的母親及兒子能藉由陳大姐的貨船從中國來到美國。

## 演員
| 演員                                  | 角色                   | 備註                                                     |
| 喬瑟夫·高登-李維 Joseph Gordon-Levitt | 威利 Wilee             | 紐約最快的自行車快遞，無人能追得上。                     |
| 麥可·夏儂 Michael Shannon             | 鮑比·蒙戴 Bobby Monday | 好賭、腐敗的紐約警察。                                   |
| 丹妮亞·拉米雷茲 Dania Ramirez         | 凡妮莎 Vanessa         | 自行車快遞，威利的女友及搭檔。                           |
| 鄭智麟 Jamie Chung                    | 妮瑪 Nima              | 凡妮莎的室友，拼命努力打工賺錢，就是為了能讓家人來美國。 |
| 胡爾·帕克斯 Wolé Parks                | 曼尼 Manny             | 自行車快遞，威力同事也是其競爭對手。                     |
| 阿西夫·曼迪維 Aasif Mandvi            | 拉吉 Raj               | 自行車快遞服務處的老闆。                                 |
| 克里斯多福·普雷斯 Christopher Place   | 自行車警察 Bike Cop    | 騎著自行車巡邏的警察，始終追不上威利。                   |
| 歐亨利 Henry O                        | 梁先生 Mr. Leung       | 中國人蛇販子，收妮瑪的錢給她「票券」。                   |

## 發行

### 評價
本片獲得了積極的評價，在爛番茄的144條評論獲得了新鲜度76%，多數人達成共識認為本片雖俗套平庸，但喬瑟夫·高登-李維和麥可·夏儂卻有著相當令人愉快的演技。而Metacritic上基於36位評論者給予66分。《芝加哥太陽報》評論家罗杰·埃伯特給了本片3.5星（最高4星），稱這是一個「驚人的追逐電影」。

### 票房
《超急快遞》在首映的週末票房排名第8位，得到603萬美元這個令人失望的收入。但在2013年7月20日，電影在北美的收入為2027萬5446美元，國際市場賣座1080萬8153美元，全球共計收入3108萬3599美元（短期計算）。

## 外部連結
- 互联网电影数据库（IMDb）上《Premium Rush》的资料（英文）
- AllMovie上《Premium Rush》的资料（英文）
- Box Office Mojo上《Premium Rush》的資料（英文）
- 爛番茄上《Premium Rush》的資料（英文）
- Metacritic上《Premium Rush》的資料（英文）
- Yahoo奇摩電影上《超急快遞》的資料（繁體中文）
- 開眼電影網上《超急快遞》的資料（繁體中文）
- 时光网上《超急快遞》的資料（简体中文）
- 豆瓣电影上《超急快遞》的資料 （简体中文）